# Rio Urucuia
Rio Urucuia är ett vattendrag i Brasilien.   Det ligger i delstaten Minas Gerais, i den sydöstra delen av landet, 300 km öster om huvudstaden Brasília.
Omgivningarna runt Rio Urucuia är huvudsakligen savann. Runt Rio Urucuia är det glesbefolkat, med 20 invånare per kvadratkilometer.